# Peloponnesos
För den mindre, administrativa regionen, se Peloponnesos (region).

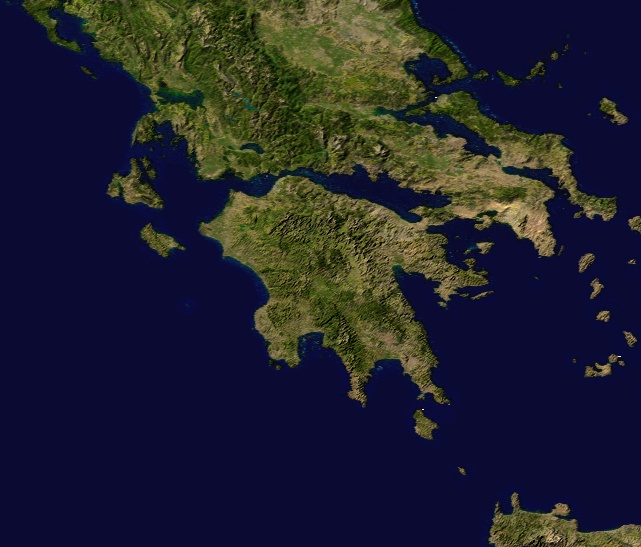
Satellitbild över Peloponnesos.

Peloponnesos (grekiska Πελοπόννησος, latin Peloponnesus, svenskt uttal [-'nes:os]), även kallad Morea, är en grekisk halvö som bildar södra delen av Greklands fastland. Den skiljs från övriga fastlandet av Korintiska viken och Korintiska näset. Den största staden på halvön är Patras. På Peloponnesos finns viktiga antika lämningar, bland annat Sparta och helgedomen i Olympia.

## Geografi
Peloponnesos är ett bergslandskap, som geologiskt utgör en fortsättning av Pindos och löper ut i fyra halvöar i söder och öst. Den högsta bergstoppen är Profitis Ilias i Taygetos (2 404 meter över havet), följt av Kyllini i norr (2 376 meter över havet). Klimat, vegetation och jordbruk är av medelhavstyp. I bergen bedrivs extensivt betesbruk, och i övrigt odlas oliver, frukt och vindruvor.

### Administrativ indelning
Peloponnesos är administrativt uppdelat i sju prefekturer, varav Arkadien, Argolis, Korinth, Lakonien och Messenien hör till regionen Peloponnesos, medan Achaia och Elis hör till regionen Västra Grekland. En liten del av halvöns östra del, tillhörande kommunerna Trizina (Troizen) och Poros, tillhör regionen Attika.

## Namn
Peloponnesos betyder "Pelops ö", och är det forntida namnet på halvön, men namnet förekommer inte i de homeriska sångerna Iliaden och Odysséen.  Under senare medeltiden, från början av 1200-talet, fick halvön namnet Morea, vilket under senare tid åter ersattes av det klassiska namnet.